# Baccharis rosmarinus
Baccharis rosmarinus là một loài thực vật có hoa trong họ Cúc. Loài này được (Vell.) Peckolt ex Soares da Cunha mô tả khoa học đầu tiên năm 1941.